# Dennis Stevens
Dennis Stevens (* 30. November 1933 in Dudley; † 20. Dezember 2012 in Bolton) war ein englischer Fußballspieler. Der Stürmer, der im späteren Verlauf seiner Karriere auf die Position des Außenläufers zurückgezogen wurde, gewann 1958 mit den Bolton Wanderers den FA Cup und nach seinem Wechsel Anfang 1962 zum FC Everton 1963 den englischen Meistertitel.

## Sportlicher Werdegang
Stevens schloss sich im Alter von 15 Jahren der Jugendabteilung der Bolton Wanderers an, nachdem er zuvor für die Worcestershire Boys gespielt hatte. Im Dezember 1950 stieg er in die Profiabteilung des Vereins auf. Knapp drei Jahre später debütierte er als Halbstürmer am 26. September 1953 bei Preston North End (1:3) und es dauerte bis zur Saison 1955/56, in der er zum Stammspieler wurde. Dafür maßgeblich war das verletzungsbedingte Karriereende von Harold Hassall, der zuvor auf dieser Position agiert hatte. Als „zweiter Stürmer“ an der Seite des Torjägers Nat Lofthouse steuerte Stevens in vier aufeinanderfolgenden Spielzeiten bis 1959 jeweils genau 13 Ligatore bei und die sportliche Entwicklung trug den Verein bis auf den vierten Rang in der englischen Eliteklasse hinauf. Dazu erhielt er im April 1957 eine Nominierung in die englische A-Nationalmannschaft, wobei er jedoch nicht zum Einsatz kam. Größter Erfolg war für ihn mit Bolton 1958 der Gewinn des FA Cups. Auf dem Weg zum Endspiel schoss er Tore gegen Preston North End, Stoke City und die Wolverhampton Wanderers. Der 2:0-Finalsieg gegen Manchester United, in dem Stevens eine weitere gute Leistung zeigte, war dann in mehrerer Hinsicht bemerkenswert. „United“ war nach dem Flugzeugunglück von München sehr ersatzgeschwächt in die Partie gegangen und zu den Todesopfern zählte mit Duncan Edwards ein Cousin von Stevens. Sportlich gesehen war der Sieg dazu umstritten, da Nat Lofthouse beim entscheidenden 2:0 den gegnerischen Torhüter Harry Gregg hart attackierte, was Experten als deutliches Foulspiel einstuften. In der Saison 1959/60 wechselte Stevens nach der Verletzung von Lofthouse auf die Mittelstürmerposition und er entwickelte sich in dem Jahr zum besten Torschützen mit 15 Treffern. Im März 1962 heuerte er schließlich für 35.000 Pfund beim FC Everton an, wobei die damals stattliche Transfersumme im eigenen Anhang als nicht angemessen angesehen wurde für einen 28-Jährigen, der sich in der „Form seines Lebens“ befand.
Erschwerend kam hinzu, dass ihn die Everton-Anhänger nicht mit offenen Armen empfingen, da diese dem zu Leeds United abgewanderten Publikumsliebling Bobby Collins nachtrauerten, den Stevens wiederum ersetzen sollte. Schnell leistete er allerdings Überzeugungsarbeit, indem er konstant gute Leistungen und nach seiner Ankunft insgesamt 112 Pflichtspiele ohne Unterbrechung ablieferte. Von seiner mannschaftsdienlichen Spielweise profitierten in besonderem Maße die nach außen hin etwas spektakuläreren Angreifer wie Alex Young oder Roy Vernon. Er agierte weiter zurückgezogen hinter den beiden Zentrumsstürmern und galt gleichsam als „Motor“ im offensiven Mittelfeld, zweikampfstark und ballsicher. Obwohl mit rund 1,70 Meter Körpergröße verhältnismäßig klein, behauptete er sich mit einer kraftvollen Spielweise gut in den Duellen. Er sorgte weniger für spielerische Höhepunkte, aber auf dem Weg zum Gewinn des englischen Meistertitels 1963 – in seiner ersten vollständigen Everton-Saison – hatte er die Bedeutung eines Schlüsselspielers. In der Spielzeit 1964/65 zog ihn Trainer Harry Catterick nach der Ankunft von Mittelstürmer Fred Pickering in die Defensive auf die Außenläuferposition zurück. Dort tat er sich – mittlerweile auch etwas in die Jahre gekommen – zunehmend schwer, besonders, als sich der junge Colin Harvey als mehr als eine Alternative herausstellte. So wechselte er im Dezember 1965 für 30.000 Pfund zum Drittligisten Oldham Athletic. In Oldham feierte er einen Achtungserfolg, weil er mit dem zunächst am Tabellenende platzierten Team noch den Klassenerhalt realisierte. Zur letzten Profistation wurden dann ab März 1967 die Tranmere Rovers. Dort gelang ihm auf Anhieb der Aufstieg aus der vierten Liga, aber bereits im Jahr darauf beendete er seine aktive Laufbahn aufgrund einer Rückenverletzung.
Nach dem Abschied auf dem Fußballgeschäft eröffnete er in Harwood einen Herrenausstatter. Im Dezember 2012 verstarb Stevens nach längerer Krankheit.

## Titel/Auszeichnungen
- Englische Meisterschaft (1): 1963
- Englischer Pokal (1): 1958
- Charity Shield (2): 1958, 1963